# Orthotrichum moravicum
Orthotrichum moravicum là một loài rêu trong họ Orthotrichaceae. Loài này được Pláaek & Sawicki mô tả khoa học đầu tiên năm 2009.